# Мађарска Народна Република (1918—1919)
Мађарска Народна Република (мађ. Magyar Népköztársaság) је била мађарска држава (република), која је проглашена 16. новембра 1918. године, непосредно након распада Аустроугарске монархије. Настала је у времену великих политичких превирања, те стога није успела да се консолидује. Услед унутрашњих политичких криза и растућих спољних опасности, постојала је само до 21. марта 1919. године, када је доживела институционални колапс, што је довело до стварања Мађарске Совјетске Републике.

## Историја
Непосредно након мађарског грађанског преврата, који је извршен 31. октобра 1918. године у Будимпешти, државну власт у угарском делу Аустроугарске монархије преузело је "Мађарско народно веће" (мађ. Magyar Nemzeti Tanács).
Суочен са новонасталим стањем, цар и краљ Карло Хабзбуршки је био принуђен да истога дана озваничи нову угарску владу, на чијем се челу налазио гроф Михаљ Карољи, вођа реформског покрета, али ускоро се испоставило да то није могло спречити распад Аустроугарске, а потом и пропаст монархије.
Поменути догађаји су се одиграли у последњим данима Првог светског рата. Након капитулације аустроугарске војске (4. новембар) и неминовног пораза на свим фронтовима, Карољијева влада је била принуђена да потпише Београдско примирје (13. новембар).
Према одредбама поменутог примирја, угарска влада се обавезала на повлачење свих војних снага иза линије Мориш-Суботица-Баја-Печуј-Драва, а све области које су лежале јужно од поменуте линије запоселе су српске и савезничке трупе.
Угарски сабор је 16. новембра 1918. године прогласио републику, под називом: Мађарска Народна Република (мађ. Magyar Népköztársaság). Након преуређења државне управе, премијер Михаљ Карољи је 11. јануара 1919. године изабран за првог председника републике, а нову владу је саставио Денеш Беринкеи.
У међувремену, мађарске власти су се током новембра и децембра 1918. године суочиле са тежњама немађарских народа ка стицању аутономије, а потом и самосталности. У намери да спречи распад земље, мађарска влада је осмислила план о кантонизацији државног подручја и стварању разних аутономних јединица.
У децембру 1918. године, постигнут је споразум са русинским првацима, што је довело до стварања аутономне Русинске Крајине у североисточним областима. Међутим, сви остали немађарски народи (Словаци, Румуни, Срби, Хрвати) су до тог времена већ увелико прогласили и спровели одвајање својих области.
Након почетка Париске мировне конфереције, Карољи и Беринкеи су одбили да прихвате одлуке о сужавању мађарских граница, због чега су 21. марта 1919. године у знак протеста поднели оставке на место председника и премијера.
У исто време, државну власт у Мађарској преузела је коалициона влада под вођством комунисте Беле Куна. Тиме је означена пропаст Мађарске Народне Републике, након чега је уследило проглашење Мађарске Совјетске Републике.

## Галерија
- Линије повлачења мађарске војске, према одредбама Београдског примирја
- Проглашење Мађарске Народне Републике, 16. новембра 1918. године
- Прва влада Мађарске Народне Републике
 (16. XI 1918 − 11. I 1919)
- Неостварени пројекат кантонизације угарских земаља из новембра−децембра 1918. године